# Ulica Wolska w Lublinie
Ulica Wolska w Lublinie – jedna z ulic miejskich w Lublinie o długości 0,5 km. Przy ulicy znajduje się galerie handlowe: „Błękitna” i „Wolska”, kościół pw. Św. Michała Archanioła (róg Wolskiej i Fabrycznej) oraz biurowiec Rejonu Energetycznego Lublin-Miasto.

## Pochodzenie nazwy

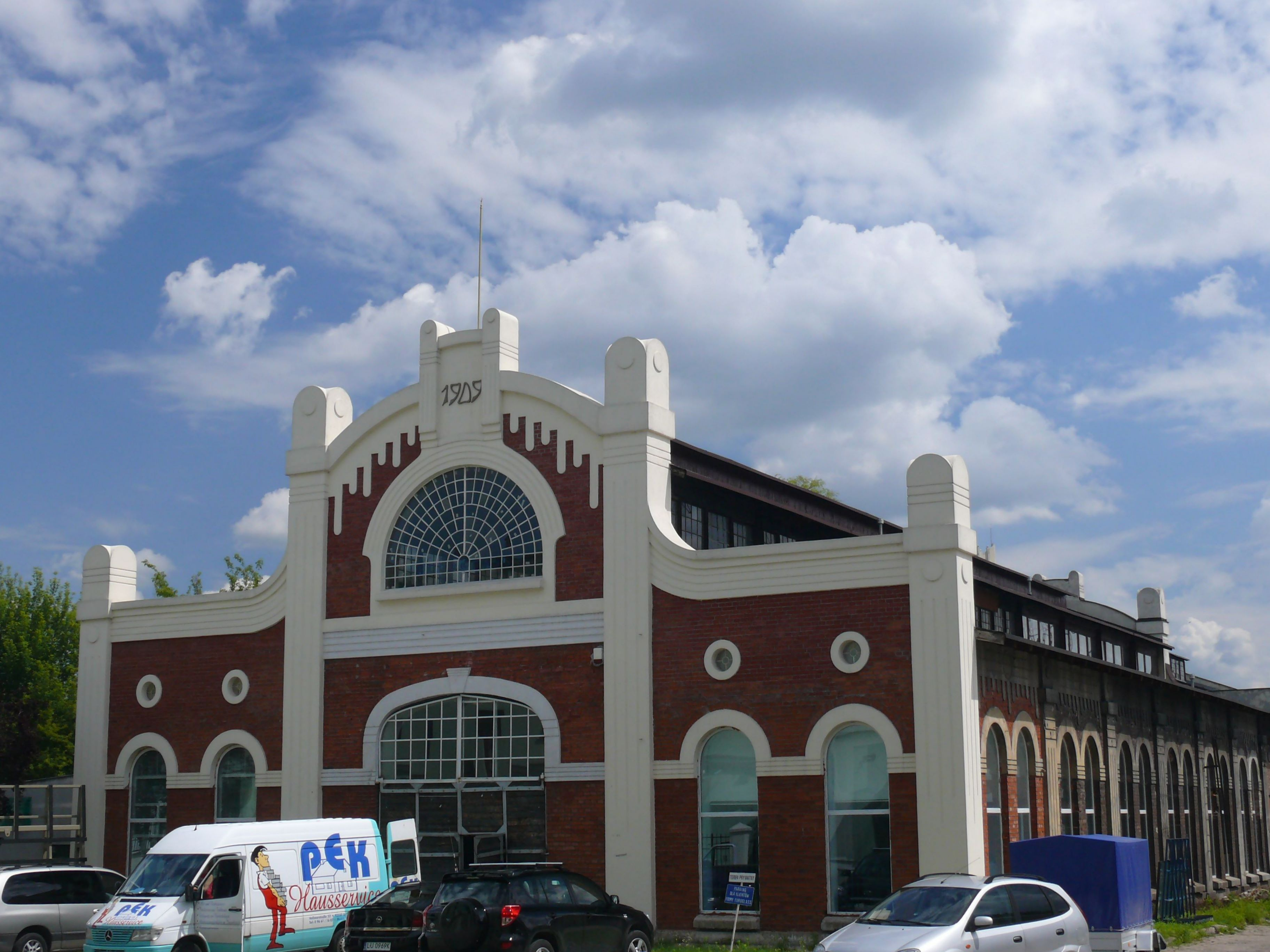
Hala fabryki Wolskiego

Nazwa pochodzi od lokalizacji przedwojennej fabryki maszyn rolniczych, założonej przez przemysłowca o nazwisku Wolski. W 1998 roku budynki fabryczne poddano rewitalizacji. Znajdują się w nich placówki handlowe, zakłady usługowe i warsztaty.

## Komunikacja miejska
Ulicą kursują następujące linie MPK Lublin:

### Autobusowe
- w obie strony: 3, 34, 45, N3 (linia nocna)
- tylko w jedną stronę: (7), 17, 25, 29.[1]

### Trolejbusowe
- w obie strony: 153, 155, 160, 161.